# Dobrá Voda u Českých Budějovic
Dobrá Voda u Českých Budějovic è un comune della Repubblica Ceca facente parte del distretto di České Budějovice, in Boemia Meridionale.